# Menáhém Askenází
Menáhém Askenází (héber betűkkel מנחם אשכנזי, izraeli angol átírással Menahem Ashkenazi, 1934. augusztus 6. – 2000. november 13.) izraeli nemzetközi labdarúgó-játékvezető. Izraeli állampolgár, felesége magyar származású. Szülei 1936-ban vándoroltak ki Izraelbe Bulgáriából. Ő volt az első labdarúgó játékvezető, akit az Ázsiai Labdarúgó-szövetség (AFC) delegált a labdarúgó-világbajnokságra.

## Pályafutása

### Labdarúgóként
1951-ben, 16 éves korában a Hapoel Petah Tikva FC első csapatában nagy sikerrel rúgta a labdát. Egy súlyos lábtörés miatt kellett labdarúgó pályafutását befejeznie.

### Nemzeti játékvezetés
Egy partjelzői tevékenységnél a mérkőzést vezető játékvezető megsérült, őt kérték fel a találkozó további irányítására. A véletlen balesetnek köszönhetően figyeltek fel rá. 1957-től az I. Liga játékvezetője. A nemzeti játékvezetéstől 1984-ben vonult vissza.

#### Nemzetközi játékvezetés
Az Izraeli labdarúgó-szövetség Játékvezető Bizottsága (JB) terjesztette fel nemzetközi játékvezetőnek, a Nemzetközi Labdarúgó-szövetség (FIFA) 1962-től tartotta nyilván bírói keretében. A FIFA JB központi nyelvei közül a angolt beszélte. Több nemzetközi tornán, nemzetek közötti válogatott és klubmérkőzésen működött, vagy működő társának partbíróként segített. Aktív pályafutása végén szerződéses viszonyban az USA-ban, a profi labdarúgó bajnokságban vezetett mérkőzéseket. Az izraeli nemzetközi játékvezetők rangsorában, a világbajnokság-Európa-bajnokság sorrendjében többedmagával az 5. helyet foglalja el 4 találkozó szolgálatával. A nemzetközi játékvezetéstől 1984-ben búcsúzott. Válogatott mérkőzéseinek száma: 14.

#### Labdarúgó-világbajnokság
A világbajnoki döntőhöz vezető úton Anglia volt a VIII., az 1966-os labdarúgó-világbajnokságra és Mexikóba a XIII., az 1986-os labdarúgó-világbajnokságra a FIFA JB játékvezetőként alkalmazta. A FIFA JB elvárása szerint, ha nem vezetett, akkor partbíróként tevékenykedett. Egy csoportmérkőzésen kapott partbírói feladatot. Világbajnokságokon vezetett mérkőzéseinek száma: 2 + 1 (partbíró).

##### 1966-os labdarúgó-világbajnokság

###### Selejtező mérkőzés
| Időpont           | Helyszín             | Mérkőzés típusa           | Mérkőzés             | Eredmény | Nézők száma |
| ----------------- | -------------------- | ------------------------- | -------------------- | -------- | ----------- |
| 1965. november 7. | JNA Stadion, Belgrád | előselejtező (3. csoport) | Jugoszlávia–Norvégia | 1 : 1    | 17 538      |

###### Világbajnoki mérkőzés
| Időpont          | Helyszín                         | Mérkőzés típusa              | Mérkőzés               | Eredmény | Nézők száma |
| ---------------- | -------------------------------- | ---------------------------- | ---------------------- | -------- | ----------- |
| 1966. június 13. | Wembley Stadion, London          | csoportmérkőzés (A. csoport) | Mexikó–Franciaország   | 1 : 1    | 69 000      |
| 1966. július 23. | Goodison Park Stadion, Liverpool | egyik negyeddöntő            | Portugália–Észak-Korea | 5 : 3    | 40 000      |

##### 1986-os labdarúgó-világbajnokság

###### Selejtező mérkőzés
| Időpont        | Helyszín                  | Mérkőzés típusa           | Mérkőzés        | Eredmény | Nézők száma |
| -------------- | ------------------------- | ------------------------- | --------------- | -------- | ----------- |
| 1984. május 2. | Makarion Stadion, Nicosia | előselejtező (5. csoport) | Ciprus–Ausztria | 1 : 2    | 10 000      |

#### Olimpiai játékok
Az 1964. évi nyári olimpiai játékok labdarúgó tornájának mérkőzésein a FIFA JB bírói szolgálattal bízta meg. Az olimpiák történetében első közel-keletiként és első izraeliként a döntő találkozót vezethette.

##### 1964. évi nyári olimpiai játékok
| Időpont           | Helyszín                    | Mérkőzés típusa              | Mérkőzés                            | Eredmény | Nézők száma |
| ----------------- | --------------------------- | ---------------------------- | ----------------------------------- | -------- | ----------- |
| 1964. október 12. | Mitsuzawa Stadion, Jokohama | csoportmérkőzés (D. csoport) | Argentína–Ghána                     | 1 : 1    | 25 000      |
| 1964. október 18. | Mitsuzawa Stadion, Jokohama | egyik negyeddöntő            | Magyarország–Románia                | 2 : 0    | 12 841      |
| 1964. október 20. | Komazawa Stadion, Tokió     | egyik elődöntő               | Csehszlovákia–Egyesült Német Csapat | 2 : 1    | 20 000      |
| 1964. október 23. | Olimpiai Stadion, Tokió     | döntő                        | Csehszlovákia–Magyarország          | 1 : 2    | 75 000      |